# Victor Cousin

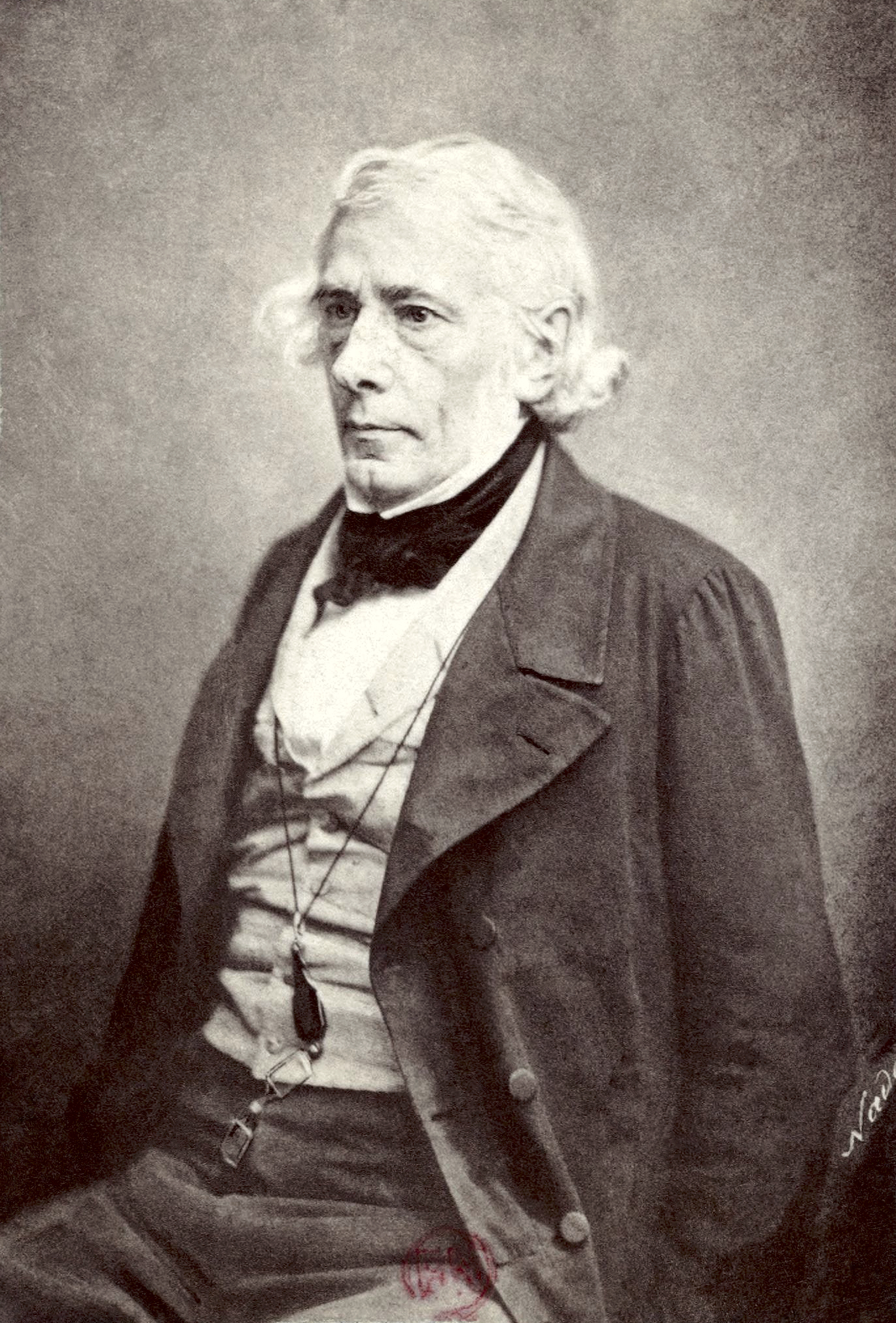
Victor Cousin

Victor Cousin (* 28. November 1792 in Paris; † 14. Januar 1867 in Cannes) war ein französischer Philosoph und Kulturtheoretiker.

## Leben und Wirken
Er besuchte von 1802 bis 1810 das Lycée Charlemagne, wo er sich als literarisch begabt erwies. Später studierte er bei Pierre Laromiguière Philosophie. Er wurde auch von Pierre Paul Royer-Collard (1763–1845) beeinflusst.
Im Jahre 1815 widmete sich Cousin der Germanistik und studierte die Werke von Immanuel Kant und Friedrich Heinrich Jacobi. 1817 traf er in Frankfurt Friedrich Schlegel, der ihm die Entwicklungstendenzen der deutschen Philosophie seit Kant erschloss. Im selben Jahr traf er in Heidelberg Georg Wilhelm Friedrich Hegel, mit dem er sich befreundete. Im Jahre 1818 besuchte er in München Friedrich Wilhelm Joseph von Schelling.
In den 1820er Jahren war Cousin Herausgeber der Werke von Proklos und Descartes.
Victor Cousin wird neben Théophile Gautier als einer von denen genannt, die das Motto l’art pour l’art geprägt haben könnten.
Es gilt als Cousins historische Leistung, die Philosophie Hegels in Frankreich erstmals einem größeren Publikum zugänglich gemacht zu haben.
Außerdem war Cousin neben Jean-Barthélemy Hauréau und Karl von Prantl einer der Mitbegründer der im 19. und 20. Jahrhundert intensivierten Wiederaufnahme des Universalienstreits. Ein Schüler von Cousin war der griechische Philosoph Petros Brailas-Armenis.
Die Académie royale des Sciences, des Lettres et des Beaux-Arts de Belgique nahm ihn 1827 als korrespondierendes Mitglied auf, 1845 wurde er assoziiertes Mitglied. Seit 1832 war er auswärtiges Mitglied der Preußischen und seit 1833 der Bayerischen Akademie der Wissenschaften. 1835 wurde er zum Ehrenmitglied (Honorary Fellow) der Royal Society of Edinburgh gewählt. 1851 wurde er in die Göttinger Akademie der Wissenschaften und 1855 in die American Academy of Arts and Sciences aufgenommen.
Heinrich Heine kritisierte Cousins Eklektizismus.

## Werke
- Über französische und deutsche Philosophie. Nebst einer beurtheilenden Vorrede des Geiheimrates von Schelling, J.G. Cotta’sche Buchhandlung, Stuttgart und Tübingen 1834 (Google Books)
- Ouvrages inédits d’Abaelard. Paris 1836
- Cours de Philosophie professé à la Faculté des Lettres pendant l’année 1818 sue le fondement des idées absolues du Vrai, du Beau et du Bien, publié avec son autorisation et d’après les meilleures rédactions de ce cours par M. Adolphe Garnier. Hachette, Paris 1836.
- Des pensées de Pascal. Librairie philosophique de Ladrange, Paris 1843
- Introduction à l’histoire de la philosophie. 4. Ausg. Paris 1861 (Vorlesungen an der Sorbonne 1820–1827)